# Volksstaat Reuss
De volksstaat Reuss was een republiek in het huidige Thüringen die bestond van 4 april 1919 tot 1 mei 1920. De hoofdstad was Gera. De term volksstaat wil hier, evenals het in andere Duitse landen gangbare vrijstaat, niets anders zeggen dan republiek, in tegenstelling tot de oude monarchie.
De twee vorstendommen Reuss oudere linie en Reuss jongere linie werden in de Novemberrevolutie tot vrijstaten verklaard nadat vorst Hendrik XXVII van Reuss jongere linie, tevens regent van de oudere linie, op 10 november 1918 troonsafstand had gedaan. Op 21 december 1918 werd het bestuur van de twee staten verenigd en op 4 april 1919 kwam het tot de oprichting van de Volksstaat Reuss. De regering hiervan trof een schikking met Hendrik XXVII die hem enkele kastelen en grondgebieden ter waarde van 34 miljoen rijksmark toekende. Op 1 mei 1920 sloot de volksstaat Reuss zich bij de nieuwe vrijstaat Thüringen aan.

## Staatsministers
- 1848-1854: Hermann Robert Bretschneider
- 1854-1862: Eduard Heinrich von Geldern-Crispendorf
- 1862-1877: Andreas Paul Adolph von Harbou
- 1877-1892: Emil von Beulwitz
- 1892-1896: Christian August Anton Vollert
- 1896-1902: Walter Engelhardt
- 1902-1918: Karl Franz Ernst von Hinüber
- 1918: Paul Ruckdeschel

Reuss oudere linie · Reuss middelste linie · Reuss jongere linie · stamboom van het Huis Reuss —
Reuss-Burgk · Reuss-Dölau · Reuss-Ebersdorf · Reuss-Gera · Reuss-Hirschberg · Reuss-Köstritz · Reuss-Lobenstein · Reuss-Lobenstein-Ebersdorf · Reuss-Obergreiz · Reuss-Rothenthal · Reuss-Saalburg · Reuss-Schleiz · Reuss-Selbitz · Reuss-Untergreiz · Reuss-Untergreiz I · Reuss-Untergreiz II 
Volksstaat Reuss